# Kostel Nanebevzetí Panny Marie (Nechanice)
Kostel Nanebevzetí Panny Marie v Nechanicích je římskokatolický farní kostel náležející do nechanické farnosti. Původně gotický kostel se nachází v centru města Nechanic na Husově náměstí, jehož je dominantou. Je chráněn jako kulturní památka.

## Historie
Původně gotická stavba, která existovala pravděpodobně již v první polovině 13. století, byla barokně přestavěna v letech 1680 až 1692. 
Po požáru v roce 1827 byl kostel v roce 1833 rozšířen a přestavěn v empírovém slohu. 

## Popis
Kostel je trojlodní, boční lodě však mají šířku pouze 1,85 metrů. Hlavní loď má délku 35,8 metrů, šířku 8,6 metrů a výšku 12,4 metrů a od bočních lodí je oddělena mohutnými pilíři čtvercového půdorysu. K polygonálnímu kněžišti na východní straně je přistavěna malá sakristie v podélné ose stavby, na západní straně je kostel zakončen hranolovou věží, jejímž přízemím prochází hlavní vchod do kostela. Věž má až k římse výšku 25,6 metrů. 
Pod kostelem se nachází krypta, v níž je pohřbeno devět členů hraběcí rodiny Schaffgotschů.

### Galerie

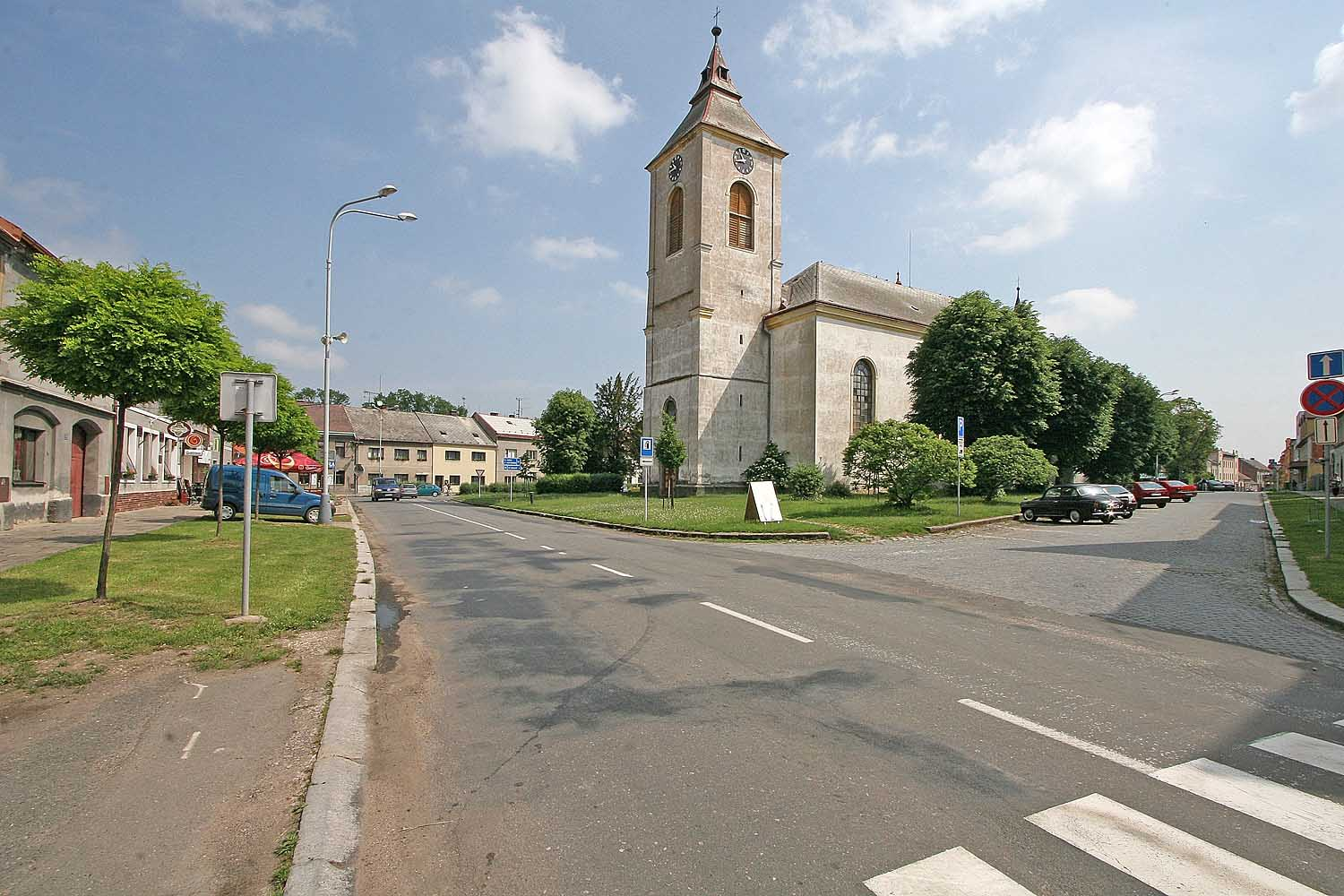
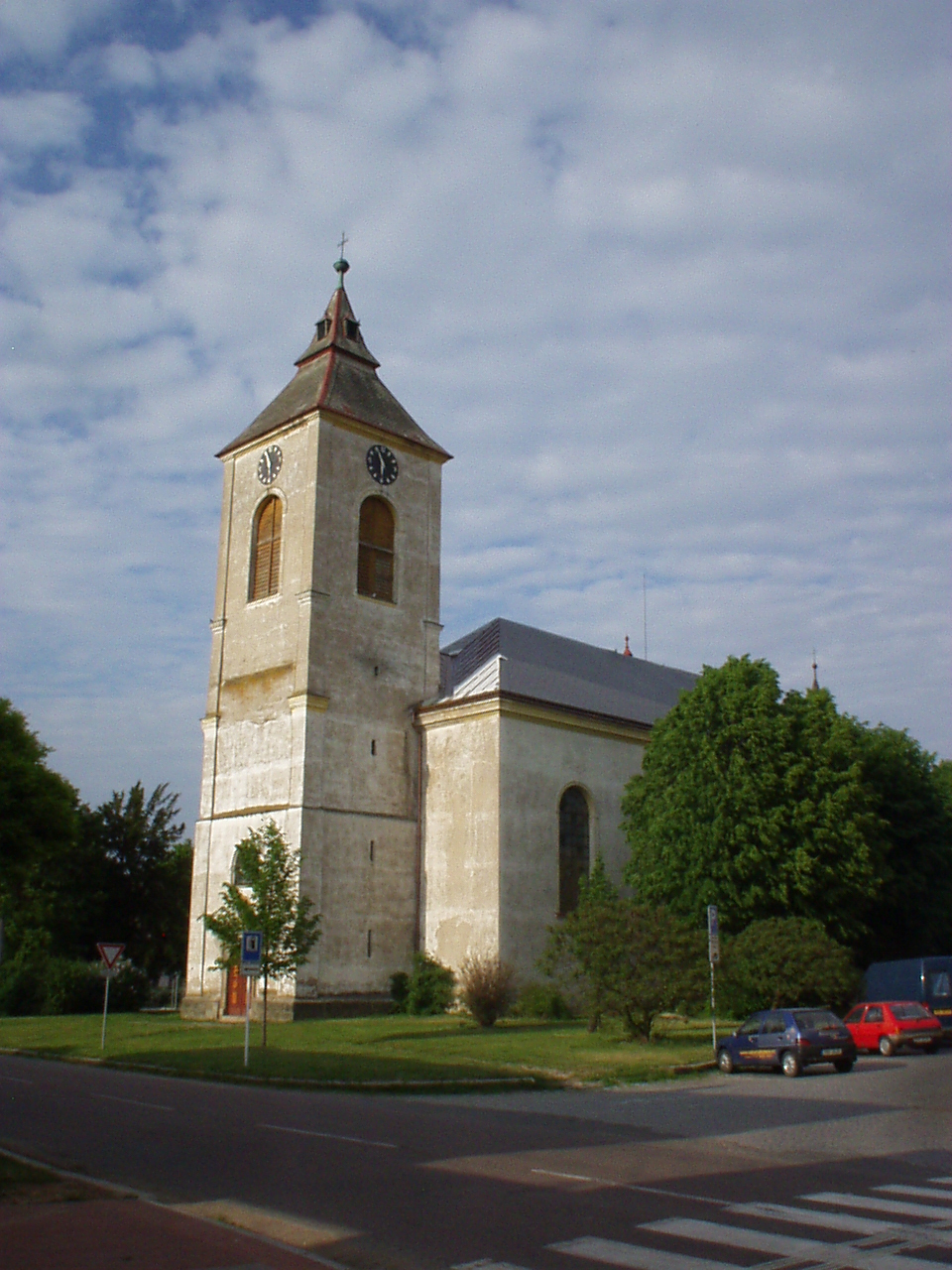
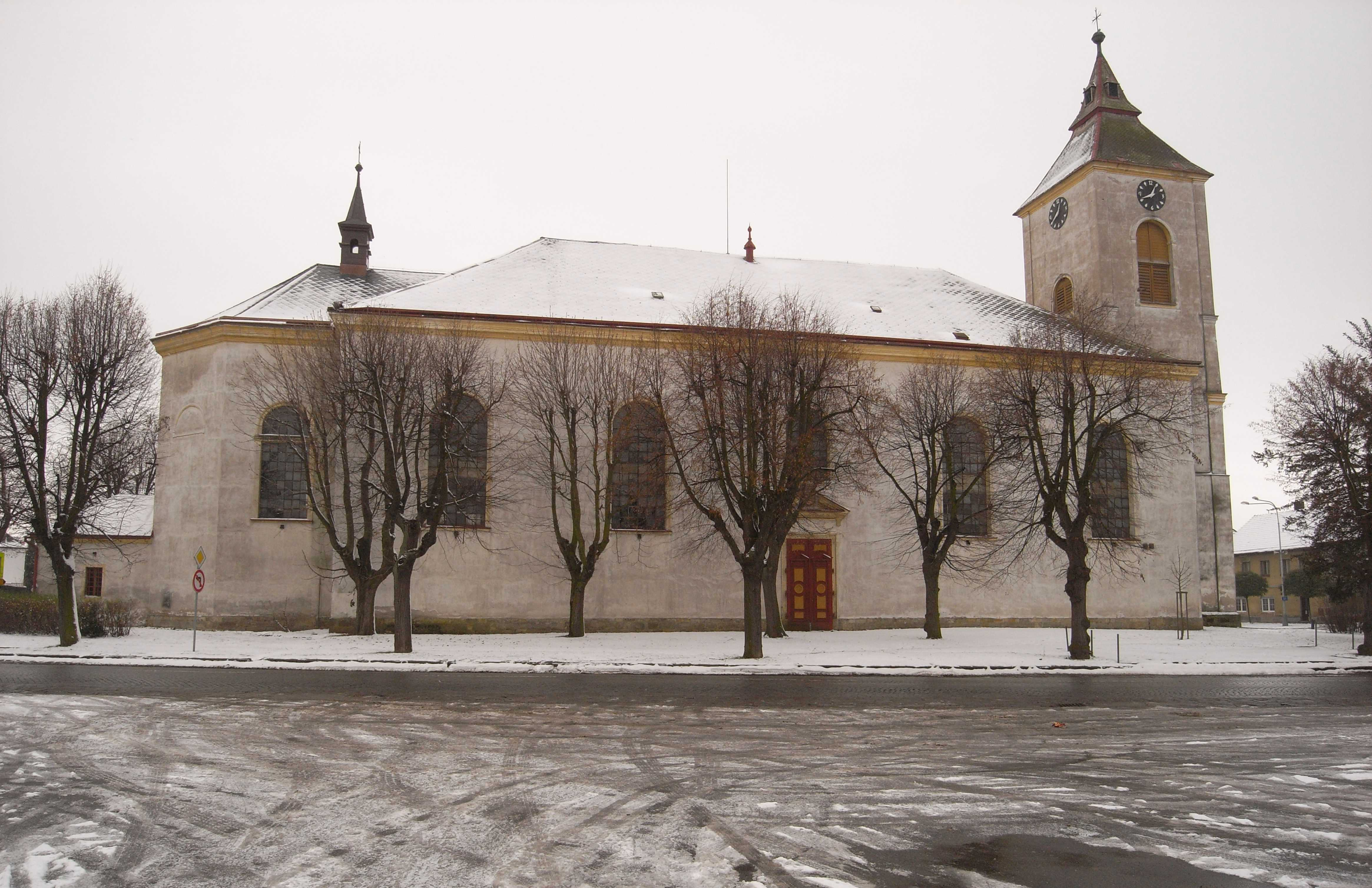

## Duchovní správcové
Současným farářem je Mgr. Marián Benko, narozený 24. července 1968 v Bojnicích, na kněze vysvěcený 19. června 1999 v Martině (od roku 1999 byl farním vikářem v Brezně, od roku 2000 farním vikářem v Náchodě); v Nechanicích působil nejprve jako administrátor a od 1. února 2008 jako farář.
Citace z Archivu města Miličína: 
R. 1358 4. října Hynek nazývaný Krušina z Miličína, patron chrámu v Nechanicích (L. C. 1,68).